# Evansiana iasis
Evansiana iasis är en insektsart som beskrevs av George Willis Kirkaldy. Evansiana iasis ingår i släktet Evansiana och familjen hornstritar. Inga underarter finns listade i Catalogue of Life.